# النار والدم (رواية)
النار والدم (بالإنجليزية: Fire & Blood)‏ هو كتاب خيالي للكاتب الأمريكي جورج ر. ر. مارتن. يروي تاريخ آل تارجارين، السلالة التي حكمت الممالك السبع في ويستيروس في الخلفية الدرامية لسلسلته أغنية الجليد والنار. على الرغم من التخطيط للنشر في الأصل بعد الانتهاء من السلسلة، فقد كشف مارتن عن نيته في نشر التاريخ في مجلدين لأن المادة قد نمت بشكل كبير للغاية. صدر المجلد الأول في 20 نوفمبر 2018.
كُيّف النصف الثاني من هذا المجلد الأول في مسلسل إتش بي أو آل التنين، وهو مسلسل سابقة لصراع العروش.

## محتويات الرواية
تم تصوير النار والدم بطريقة مماثلة لرواية لفارس الممالك السبع. يحتوي الكتاب على أكثر من خمسة وسبعين رسماً إيضاحياً بالأبيض والأسود لدوغ ويتلي. يحتوي المجلد الأول من الدم والنار على النصوص التالية:
- «فتح ال التنين لويتسروس»: غزو إيغون تارقيريان للممالك السبع في ويستروس.[5] نشرت في نفس الإصدار إلى حد ما في عالم الجليد والنار.
- «سلام التنين»: عهد إيغون الأول بعد غزوه. بينما تم إخفاء عهد إيجون الأول لفترة وجيزة في عالم الجليد والنار، لم يتم نشر أي أجزاء من النص من قبل.
- «أبناء التنين»: يركز على حياة أبناء إيغون الأول، الملك آينيس الأول تارقيريان والملك ميجور الأول تارقيريان، وتنتهي بوفاة مايجور وصعود ابن آينيس جاييرس الأول تارقيريان إلى العرش. تم إصدار نسخة مختصرة من أبناء التنين في أكتوبر 2017 بعنوان أبناء التنين في مختارات كتاب السيوف.
- «ورثة التنين»: يبلغ طوله حوالي 17000 كلمة، ويركز على فترة حكم جيهايريس تارقيريان الأول وأزمة الخلافة التي أعقبت وفاة أبنائه.
- «موت التنانين»: بطول حوالي 60.000 كلمة، [6] يركز على الحرب الأهلية الكبرى المعروفة باسم رقصة التنانين.
- «ما بعد - الصبي الملك ووصاؤه»: يغطي السنوات القليلة الأولى من حكم ابن راينيرا الصغير، أيغون الثالث، عندما كان حكام إيغون يحكمون المملكة. وفقًا لغارسيا، فإن العدد الإجمالي للكلمات هو «تقريبًا» مثل موت التنين.